# Linneryds distrikt
Linneryds distrikt är ett distrikt i Tingsryds kommun och Kronobergs län. Distriktet ligger nordost om Tingsryd. 

## Tidigare administrativ tillhörighet
Distriktet inrättades 2016 och utgörs av socknen Linneryd i Tingsryds kommun.
Området motsvarar den omfattning Linneryds församling hade 1999/2000.